# Karsan

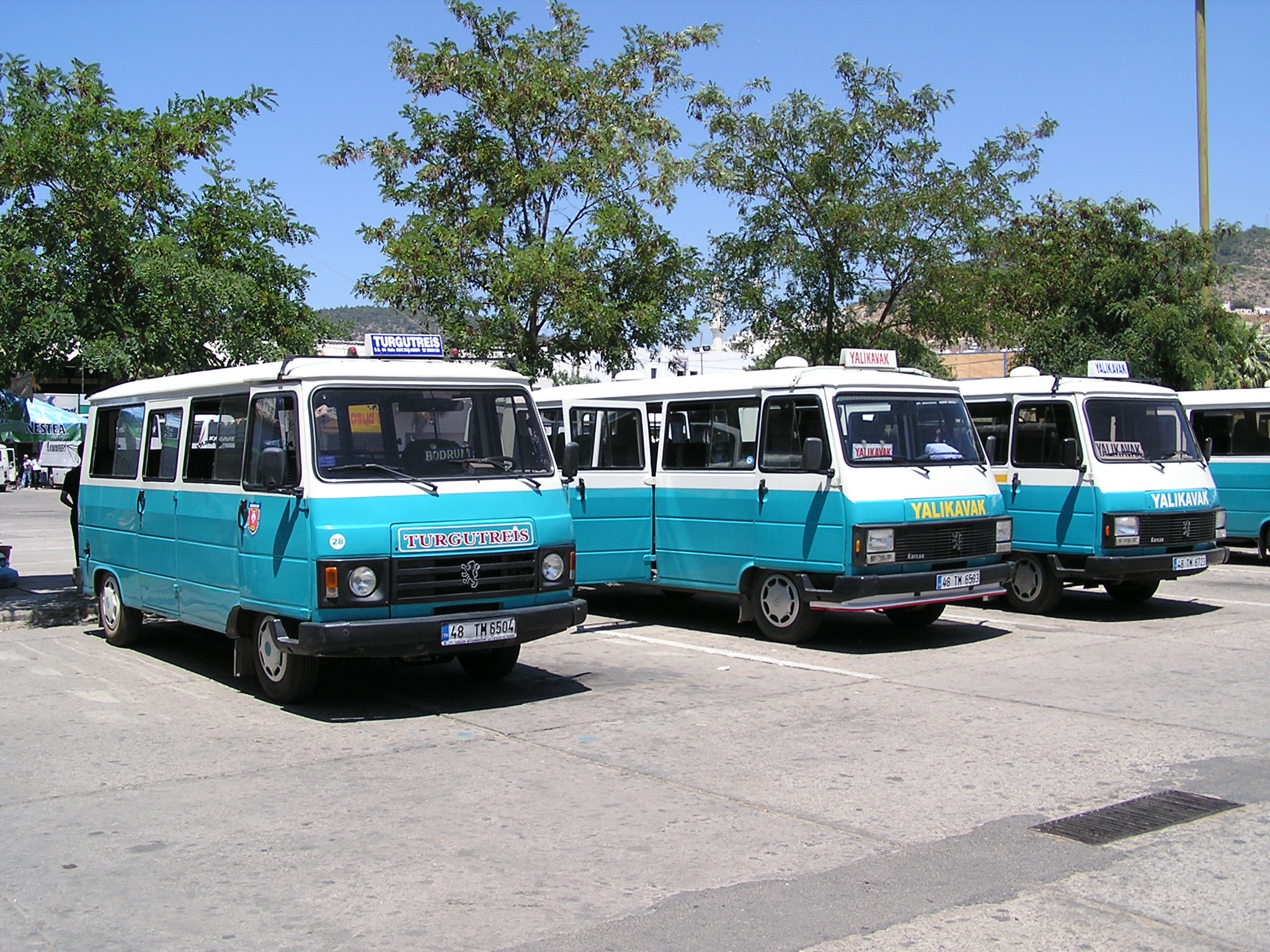

KARSAN soit KARSAN OTOMOTİV SANAYİİ VE TİCARET A.Ş. TURKEY, est un constructeur automobile turc fabriquant des véhicules utilitaires légers, des camions et des autobus.
La société a été créée en 1966 à Bursa en Turquie. Koç Group a assuré directement la direction et la gestion de la société de 1979 et 1998. Le capital de la société sera 100 % turc à partir de 1981. Kıraça Group a racheté la société en 1998 sous la conduite d'İnan Kıraç

## Histoire
Lors de sa création, en 1966, Karsan commença son activité avec la fabrication sous licence de minibus Mercedes-Benz.
1979, la famille Koç, propriétaire des constructeurs Tofas et Otoyol rachète la majorité du capital et prend la direction opérationnelle de la société.
1981, démarrage de la fabrication sous licence du Peugeot J9 minibus qui restera en production jusqu'en 1999.
1997, démarrage de la fabrication du Peugeot Partner sous licence,
1998, Ínan Kıraç et Klod Nahum rachètent la société. Cette même année, la décision est prise de construire une nouvelle usine à Akçalar, située à 30 km de Bursa, avec un investissement de 70 millions de dollars, afin de profiter du potentiel de marché des véhicules utilitaires et de renouveler sa technologie.
1999, au mois d'octobre, mise en service du nouveau site industriel d'Akçalar dimensionné pour la production de 40 000 véhicules par an. La licence du J9 vient à expiration. Karsan développe seul un dérivé du J9, le Karsan J9 Premier qui sera fabriqué jusqu'en 2010. Karsan aura fabriqué 104 000 exemplaires de J9 et J9 Premier. La plus grande partie des J9 a été commercialisée directement par Peugeot en France.
2000, signature avec le groupe Fiat, d'un contrat de licence pour la fabrication locale de la famille Fiat Ducato et de son clône le Peugeot Boxer.
2001, un investissement de 2 millions de dollars permet d'augmenter la capacité de l'atelier de peinture à 40 000 véhicules en deux postes de travail. La capacité potentielle totale de l'usine peut progressivement passer de 25 000 à 40 000 unités.
2004, début de la production de la cabine du Renault Sherpa, pour le compte de Renault.
2006, Peugeot cède tous les droits industriels et intellectuels sur le J9,
2007, signature d'un contrat de licence avec Hyundai pour la fabrication de véhicules utilitaires légers, la gamme HD.
2009, signature avec Volvo-Renault Trucks d'un accord pour produire les modèles Premium et Kerax pour le compte de Renault Trucks destinés à l'exportation.
Septembre 2010, signature avec la filiale du groupe italien Finmeccanica, BredaMenarinibus d'un accord global pour la production jusqu'à 300 exemplaires par an de la gamme d'autobus Avancity et Vivacity.
La même année, lancement du J10, un fourgon dérivé de l'ancien J9 Premier. Au total, KARSAN aura produit 104 000 exemplaires du J9 et J9 Premier. Le nouveau J10 est disponible en 3 versions de 14, 17 ou 20 places et alimenté par un moteur diesel Common Rail 2,3 litres Euro 4 Iveco.
En 2013, Karsan lance son minibus urbain le Karsan Jest. En 2014, deux modèles de bus sont présentés : le Karsan Atak et le Karsan Star.
En 2018, Karsan présente la version électrique de son Jest à Munich, en collaboration avec BMW i, qui fournit les batteries. Ces mêmes batteries équipent la BMW i3. En juin 2019, c'est au tour du midibus Atak de s'équiper des batteries électriques de BMW.
En France, 2 navettes e-Jest desservent le centre de Nice (navette cœur de ville) à partir de 2021, tandis qu'à parti de mai 2023, la Métropole européenne de Lille équipe ses lignes par des e-ATAK, devenant les premiers bus électriques en service sur le réseau,,.

## Les accords avec les constructeurs étrangers

### PSA - Peugeot
PSA sous-traite à Karsan la fabrication de 120 000 à 150 000 véhicules par an dans la gamme Peugeot Partner et Citroën Berlingo, destinés au réseau PSA. La collaboration prend fin en 2013.

### Fiat Professional
KARSAN dispose d'une licence de fabrication délivrée par Fiat Professional pour la production locale du Fiat Ducato et de son clône, le Peugeot Boxer pour le marché turc, durant les années 2000 et 2001.

### Hyundai
KARSAN dispose d'une licence de production pour les modèles HD35 et HD75 destinés au marché turc.

### Volvo/Renault Trucks
Renault Trucks sous-traite à KARSAN la fabrication des modèles Kerax et Premium pour le marché turc mais surtout pour l'exportation.

### BredaMenarinibus
KARSAN dispose d'une licence de production pour les gammes de modèles d'autocars de ligne Avancity et de bus urbains Vivacity destinés au marché local. La gamme comprend les véhicules de 6,5 - 9,0 - 12,0 et 18,0 mètres.

### BMW i
En 2018 et 2019, Karsan lance les versions électriques de son minibus le Jest, et son midibus l'Atak en collaboration avec BMW i. La batterie qui équipe la série i de BMW sera utilisée par Karsan pour propulser le Jest et l'Atak électriques.

### Renault
Dès 2022, la production de la quatrième génération de Renault Mégane 4 portes est transférées d'Oçak-Renault à Karsan afin de libérer dans la place de l'usine d'Oçak.

## Projet KARSAN Taxi
Le constructeur turc a mis à l'étude un véhicule totalement nouveau, avec le concours de sa filiale Heksagon Studio, mais sans aucune aide d'un constructeur extérieur, pour le concours du "Taxi de demain" de New York. Le projet a été présenté sous le nom V1.
Le Karsan V-1 fut l'un des trois finalistes, aux côtés du Ford Transit Connect et du Nissan NV200. Le concours sera remporté par le Nissan NV200 le 3 mai 2011.

## Modèles produits
| - Le minibus Karsan Jest en version électrique, en collaboration avec BMW i. - L'Atak, le midibus de Karsan |

- Peugeot J9 (1981–2006)
- Peugeot Partner (1997–2013)
- Fiat Ducato & Peugeot Boxer (2000–2001)
- Karsan J9 Premier (2006–2010)
- Hyundai Truck (2007– en cours)
- Citroen Berlingo (2008– 2013)
- Renault Premium (2008– en cours)
- Renault Kerax (2009– en cours)
- BredaMenarinibus Vivacity (2010– en cours)
- BredaMenarinibus Avancity (2010– en cours)
- Karsan J10 (2010– en cours)
- Karsan V-1 (prototype)

- Karsan Jest (2013–en cours)
- Karsan Atak (2014–en cours)
- Karsan Star (2014–en cours)
- Hyundai H350 (2015–en cours)
- Renault Mégane IV Grand Coupé (2022-en cours)[9]